# Миллер, Джейсон (актёр)
Дже́йсон Энтони Ми́ллер (англ. Jason Anthony Miller; 22 апреля 1939, Лонг-Айленд, штат Нью-Йорк — 13 мая 2001, Скрантон, Пенсильвания) — американский драматург и характерный актёр ирландско-немецкого происхождения, известный, преимущественно, по роли священника-психиатра в кинофильме «Изгоняющий дьявола», ставшем для него дебютным. Среди других заметных ролей — заглавная роль в телефильме «Ф. Скотт Фицджеральд в Голливуде» (1975), роли в кинофильмах «Девятая конфигурация» (1980), «Игрушечные солдатики» (1984), «Изгоняющий дьявола 3» (1990) и «Руди» (1993).

## Биография
Окончил школу св. Патрика в Скрантоне, университет Скрантона и Католический университет Америки.
Сменил множество мест работы, прежде чем начал писательскую карьеру и написал свою собственную пьесу «Тот самый чемпионат», за которую получил Пулитцеровскую премию.
В начале 1970-х годов бросил свою профессиональную писательскую карьеру, начав сниматься в кино.
В 1973 году снялся в роли находящегося в трудной жизненной ситуации священника в классическом фильме ужасов «Изгоняющий дьявола», за которую был номинирован на премию Оскар в номинации «лучшая мужская роль второго плана».
В 1982 году выступил режиссёром фильма по собственной пьесе «Тот самый чемпионат».
Умер от сердечного приступа.

## Личная жизнь
Джейсон Миллер был трижды женат и трижды разводился. Отец четверых детей, среди которых актёры Джейсон Патрик и Джошуа Джон Миллер (от Сьюзан Бернард).

## Фильмография
| Год  |    | Русское название                 | Оригинальное название             | Роль                  |
| ---- | -- | -------------------------------- | --------------------------------- | --------------------- |
| 1973 | ф  | Изгоняющий дьявола               | The Exorcist                      | отец Каррас           |
| 1974 | ф  | Никелевая дорога                 | The Nickel Ride                   | Купер                 |
| 1975 | тф | Наш собственный дом              | A Home of Our Own                 | отец Уильям Уоссон    |
| 1975 | тф | Ф. Скотт Фицджеральд в Голливуде | F. Scott Fitzgerald in Hollywood  | Ф. Скотт Фицджеральд  |
| 1977 | ф  | Адвокат дьявола                  | Des Teufels Advokat               | доктор Альдо Майер    |
| 1977 | ф  | Пёс                              | El perro                          | Аристидес Унгрия      |
| 1978 | с  | Проклятие Дейнов                 | The Dain Curse                    | Оуэн Фицстефанс       |
| 1979 | тф | Вампир                           | Vampire                           | Джон Роулинс          |
| 1980 | ф  | Девятая конфигурация             | The Ninth Configuration           | лейтенант Фрэнки Рино |
| 1980 | тф | Монстр Хендерсона                | The Henderson Monster             | доктор Том Хендерсон  |
| 1980 | тф | Мэрилин: Нерассказанная история  | Marilyn: The Untold Story         | Артур Миллер          |
| 1981 | тф | Лучшая девочка на свете          | The Best Little Girl in the World | Клэй Орловски         |
| 1982 | ф  | Монсеньор                        | Monsignor                         | дон Вито Апполини     |
| 1984 | ф  | Игрушечные солдатики             | Toy Soldiers                      | сержант               |
| 1984 | тф | —                                | A Touch of Scandal                | Гаррет Лок            |
| 1987 | ф  | Дневной свет                     | Light of Day                      | Бенджамин Расник      |
| 1987 | тф | —                                | Deadly Care                       | доктор Майлс Кифер    |
| 1987 | с  | Ночная жара                      | Night Heat                        | офицер Джек Нэрин     |
| 1990 | ф  | Изгоняющий дьявола 3             | The Exorcist III                  | пациент Икс           |
| 1992 | ф  | Лёгкое убийство                  | Small Kill                        | Майки                 |
| 1993 | ф  | Руди                             | Rudy                              | Ара Парсегян          |
| 1995 | ф  | Мамочка                          | Mommy                             | лейтенант Марч        |
| 1996 | ф  | —                                | Murdered Innocence                | детектив Роллинс      |
| 1998 | ф  | Поцелуй мумии                    | Trance                            | доктор                |
| 2002 | ф  | Озеро парадоксов                 | Paradox Lake                      | н/д                   |
| 2003 | ф  | В поисках дома                   | Finding Home                      | Лестер Бранлоу        |